# 2013年のマダガスカル蝗害
2013年のマダガスカル蝗害（2013ねんのマダガスカルこうがい）は、2013年にマダガスカルで発生した蝗害。農作物や牧草がトノサマバッタ(Locusta migratoria capito)により打撃を受け、2013年3月時点の国際連合食糧農業機関（FAO）の試算では1300万人に被害が及びうるとされ、必要な緊急支援費は2200万ドルと見積られた。2013年11月14日時点での対策費用は約41億円に上った。

## 経緯
2012年にマダガスカルではトノサマバッタの個体数が増加しており、その年の11月にマダガスカル政府は状況が害虫の増殖に適しているとして蝗害警報を発令した。2013年2月にマダガスカルはサイクロンのハルナの被害を受け、バッタの繁殖に最適な条件が揃ってしまった。2013年3月下旬までに国土の50%がバッタの群れに荒らされ、群れはそれぞれ10億匹を上回るトノサマバッタで構成されていた。マダガスカル当局は状況を蝗害に指定した。「バッタ以外何も見えない。振り向くと至るところにバッタがいる。」とコメントする目撃者もいた。
蝗害のニュースは過越の前の週に世界中に報道され、バッタの大量発生をそのうちの1つとして記したエジプトの聖書にある十の災いになぞらえられた。1950年代に始まった17年間に及ぶバッタの発生以来、マダガスカルにおける最悪のバッタの発生であった。

## 被害と対応

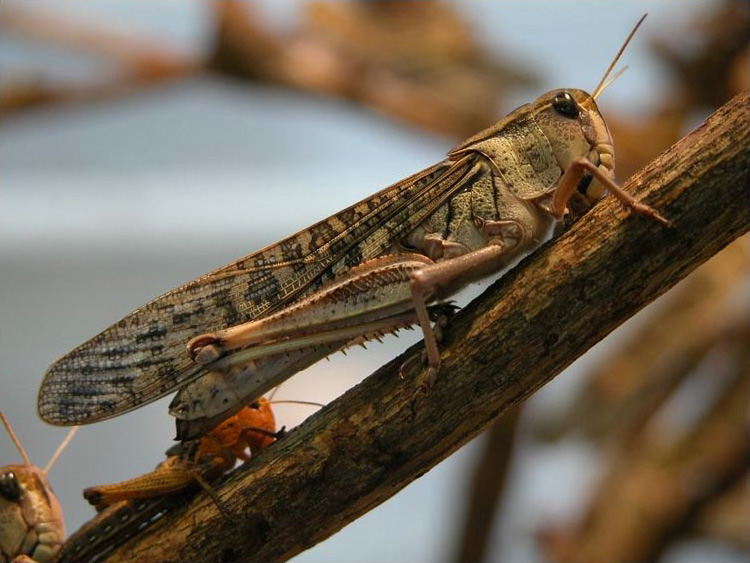
枝の上に座る雌のトノサマバッタ。後ろには幼体がいる

2013年3月26日、国際連合食糧農業機関(FAO)は蝗害対策に4100万ドルの寄付を求めた。提案された援助計画の下では、6月までに2200万ドルが蝗害の抑制のために配給され、トノサマバッタの発生を阻止する3年間の計画に1900万ドルが充てられる。FAOの報告によると今回の蝗害ではマダガスカルの稲作と家畜用牧草地の60%が被害を受けている。米はマダガスカルにおける主食であり、人口の大部分が飢餓に苦しんでいる。被害はマダガスカル南西部において最悪であり、人口の80%が貧困状態にある。
FAOの計画では2013年から2014年にかけて150万ヘクタールの土地に農薬を散布する大規模な空中作戦が必要とされている。ナショナル・ローカスト・コントロール・センターによると、3万ヘクタールに及ぶ脆弱な耕作地のうち10万ヘクタールがFAOの提案時点で未処置であった。処置がなされない場合には9月までにマダガスカルの三分の二が被害を受け、さらに5年から10年の間継続するとFAOは推定した。FAO Emergency and Rehabilitation Division のリーダー Dominique Burgeon は「今対応しなくては、後に大規模な食糧援助の要請をすることになる」と述べた。さらに、トノサマバッタの飛散は数多くの絶滅危惧種（特に複数種のキツネザル）の生息地を脅かしている。
2014年4月24日、日本の外務省は駐マダガスカル日本大使の細谷龍平とFAOマダガスカル事務所代表のパトリス・タラ・タクカンの間でバッタ対策として2億600万円を無償供与する書簡の交換に至ったことを報じた。これは日本とマダガスカルが二国間の経済協力を再開して以降初の案件であった。